# Neil Rafferty
Neil Rafferty là một chính khách người Mỹ, hiện là thành viên của Hạ viện Alabama. Được bầu trong cuộc bầu cử năm 2018, ông đại diện cho Quận House 54 với tư cách là thành viên của Đảng Dân chủ Hoa Kỳ.
Rafferty là cựu thành viên của Thủy quân lục chiến. Trước khi được bầu vào Hạ viện Alabama, ông đã từng làm giám đốc nghiên cứu và phát triển cho Phòng chống dịch bệnh AIDS ở Birmingham. Ông sống ở Birmingham, Alabama cùng với chồng là Michael Rudulph.